# آني هنري
آني هنري (بالإنجليزية: Annie Henry)‏ هي مبشرة نيوزيلندية، ولدت في 25 يوليو 1879، وتوفيت في 29 يوليو 1971.